# Dama w czarnej woalce
Dama w czarnej woalce (szw. Damen med slöjan; ang. The Lady with the Veil, The Lady with the Fan, The Veiled Lady) – portret olejny na płótnie, stworzony przez Alexandra Roslina w 1768. Przedstawia jego żonę, Marie-Suzanne Roslin w sukience bolońskiej. Praca znajduje się obecnie w Nationalmuseum. W 1972 obraz pojawił się w szwedzkiej serii znaczków pocztowych Gustaviansk konst.